# الکی (شیلی)
استان الکی (به اسپانیایی: Provincia de Elqui) یک استان در شیلی است که در منطقه کوکیمبو واقع شده‌است. الکی ۱۶٬۸۹۵٫۱ کیلومتر مربع مساحت و ۴۴۲٬۹۹۹ نفر جمعیت دارد.